# 北西純子
北西 純子（きたにし じゅんこ、1975年9月18日 - ）は、日本の女性声優。兵庫県神戸市出身。ヘリンボーン所属。

## 経歴
金沢美術工芸大学卒業。
以前はオフィスPAC、劇団民藝、AIR AGENCY、賢プロダクションに所属していた。
2019年10月1日、賢プロダクションを退所し、フリーとなったことを発表。
2020年4月1日、ヘリンボーンに所属となった。

## 出演
太字はメインキャラクター。

### 吹き替え

#### 担当女優
エヴァンジェリン・リリー
- クライシス（クレア・ライマン）
- ハート・ロッカー（コニー・ジェームズ）
- メッセージ そして、愛が残る（クレア）

スカーレット・ヨハンソン
- イン・グッド・カンパニー（アレックス・フォアマン）
- スポンジ・ボブ/スクエアパンツ ザ・ムービー（ミンディ）
- そんな彼なら捨てちゃえば?（アンナ・マークス）
- マッチポイント（ノラ・ライス）

ガブリエル・ユニオン
- ハーフ・ザ・スカイ ハリウッドにできること（本人役）
- バッドボーイズ2バッド（シド）※テレビ朝日版
- フラッシュフォワード（ゾーイ・アンダータ）

レベッカ・ファーガソン
- クエスト・オブ・キング 魔法使いと4人の騎士（モーガナ）
- グレイテスト・ショーマン（ジェニー・リンド）
- レミニセンス（メイ）

#### 映画
- アメリカ、家族のいる風景（スカイ〈サラ・ポーリー〉）
- エリザベスタウン（エレン・キッシュモアー〈ジェシカ・ビール〉）
- オール・ザ・キングスメン
- クーデター（アニー・ドワイヤー〈レイク・ベル〉）
- クレイジーズ（ジュディ・ダットン〈ラダ・ミッチェル〉）
- ゴースト・エージェント/R.I.P.D.（ジュリア・ウォーカー〈ステファニー・ショスタク〉）
- ゴーストライダー2（ナディア〈ヴィオランテ・プラシド〉）
- 恋のトリセツ 別れ編
- サイレントノイズ（アンナ・リバース）
- ザ・エッグ 〜ロマノフの秘宝を狙え〜（アレクサンドラ・コロレンコ〈ラダ・ミッチェル〉）
- 幸せのちから（秘書）※ソフト版
- ジョナ・ヘックス（ライラ〈ミーガン・フォックス〉）
- ストーム・シティ（カチャ〈ナディヤ・ウール〉）
- スパングリッシュ 太陽の国から来たママのこと（フロール・モレノ〈パス・ベガ〉）
- スピーシーズ4 新種覚醒（ミランダ〈ヘレナ・マットソン〉）
- ダ・ヴィンチ・コード（女性警察官）※劇場公開版
- タクシードライバー ※DVD版
- 007 ゴールドフィンガー（ティリー・マスターソン〈タニア・マレット〉）※DVD版
- 007 美しき獲物たち（ジェニー・フレックス〈アリソン・ドゥーディ〉）※DVD版
- 007 カジノ・ロワイヤル（ソロンジュ・ディミトリウス〈カテリーナ・ムリーノ〉）※ソフト版
- デビル・ハザード（ヨシ〈ステファニー・ジェイコブセン〉）
- トランセンデンス（エヴリン・キャスター〈レベッカ・ホール〉）
- ドリームガールズ（ディーナ・ジョーンズ〈ビヨンセ・ノウルズ〉）
- トリコロールに燃えて
- ニンジャ・チアリーダー（エイプリル）
- ノウイング（若いテイラー）
- ハングリー・ラビット（ローラ・ジェラード〈ジャニュアリー・ジョーンズ〉）
- ハンター（ルーシー・アームストロング〈フランセス・オコナー〉）
- ビーチ・シャーク（サンディ・パワーズ〈ブルック・ホーガン〉）
- ファイナル・ゲーム（エレナ〈ジェシカ・ロウンズ〉）
- フッテージ  デス・スパイラル（マイロ）
- PUSH 光と闇の能力者（エミリー・ウー〈ミン・ナ〉）
- ブラッド・ウェポン（レイチェル）
- ブラッドレイン（キャタリン〈ミシェル・ロドリゲス〉）
- プラネット・テラー in グラインドハウス（タミー〈ファーギー〉）
- プリティ・ヘレン
- フロンティア（ヤスミン〈カリーナ・テスタ〉）
- ヘイヴン 堕ちた楽園（ピッパ・リドリー〈アグネス・ブルックナー〉）
- マーベル・シネマティック・ユニバース
  - アイアンマン（クリスティン・エヴァーハート〈レスリー・ビブ〉）※劇場公開版
  - アイアンマン2（クリスティン・エヴァーハート〈レスリー・ビブ〉）※劇場公開版
  - マイティ・ソー（シフ〈ジェイミー・アレクサンダー〉）
  - マイティ・ソー/ダーク・ワールド（シフ〈ジェイミー・アレクサンダー〉）
  - エージェント・オブ・シールド（シフ〈ジェイミー・アレクサンダー〉）
  - ソー:ラブ&サンダー（シフ〈ジェイミー・アレクサンダー〉[11]）
- マジック・マイク（ブルック〈コディ・ホーン〉）
- マンダレイ（グレース・マーガレット・マリガン〈ブライス・ダラス・ハワード〉）
- Mr.ホームズ 名探偵最後の事件（アン・ケルモット〈ハティ・モラハン〉）
- 無影剣（メ・ヨンオク〈イ・ギヨン〉）
- メン・イン・ブラック2 ※テレビ朝日版
- メン・イン・ブラック3（ヤング・エージェントO〈アリス・イヴ〉）
- モスキートマン（エブリン〈ジョーダン・トロビリオン〉）
- 臨死（タニー）

#### ドラマ
- アガサ・クリスティー ABC殺人事件（メーガン・バーナード〈ブロンウィン・ジェームズ〉[12]）
- EXPO－爆発物処理班－(ソニア<ケリー・ゴッドリマン>)(WOWOW)
- ER緊急救命室
  - シーズン10（クリスチン〈エリン・オショーネシー〉）
  - シーズン12 #2（ドルー〈サンドリーヌ・ホルト〉）
  - シーズン15 #8（リエンヌ〈ペイティン・ジェイムズ〉）
- 印象派 若き日のモネと巨匠たち（カミーユ・モネ）
- NCIS: ニューオーリンズ シーズン3 #9（ハンナ・リー）
- Lの世界（ララ・パーキンス〈ローレン・リー・スミス〉）
- カシミアマフィア
- 救命医ハンク4 セレブ診療ファイル
- ギルモア・ガールズ（ボビー）
- コールドケース3（ジョジー・サットン〈サラ・ブラウン〉）
- ゴシップガール（ジョージーナ・スパークス〈ミシェル・トラクテンバーグ〉）
- ザ・プレイヤー〜究極のゲーム〜（ジニー〈デイジー・ベッツ〉）
- CSI:マイアミ9（クリスティ・キャバナー）
- しあわせの処方箋（ケンドラ）
- 新チャリーズ・エンジェル（デヴォン）
- スイッチ 〜運命のいたずら〜（ダフネ）
- SCORPION/スコーピオン シーズン4 #7（ジェマ・フランクリン〈エイミー・ルイーズ・ペンバートン/Amy Louise Pemberton〉）
- CHUCK/チャック（ジル・ロバーツ〈ジョーダナ・ブリュースター〉）
- ドールハウス Dollhouse
- ドクター・フー・シリーズ（トシコ・サトー 〈森尚子〉）
  - ドクター・フー
  - 秘密情報部トーチウッド
- HAWAII FIVE-0（キャサリン・ロリンズ〈ミシェル・ボース〉[13]）
- 反撃のレスキュー・ミッション（ダニー・プレンディヴィル〈シェリー・コン〉）
- ファントム（ユ・ガンミ〈イ・ヨニ〉）
- 4400 未知からの生還者（T.J.キム〈リアン・アダチ〉）
- ブラック・ミラー シーズン3 #2（ソーニャ〈ハナ・ジョン＝カーメン〉）
- ブレイド ブラッド・オブ・カソン（クリスタ・スター〈ジル・ワーグナー〉）
- 碧血剣（焦宛児）
- ヘチ 王座への道（ユニョン〈ペ・ジョンファ〉[14]）
- ボードウォーク・エンパイア 欲望の街（アナベル）
- BONES（アンジェラ・モンテネグロ〈ミカエラ・コンリン〉）
- 星に願いを（ヤン・スネ〈チョン・ドヨン〉）
- ホテル・バビロン（ジャッキー・クルーンズ〈ナタリー・メンドーサ〉）
- ホワイトカラー シーズン2 #7（レベッカ・ビダル）
- 雪の女王（ホン・ジヘ〈イ・ソユン〉）
- ロキ（シフ[15]）
- One Tree Hill（デブラ“デブ”・スコット〈バーバラ・アリン・ウッズ〉）
- ワンス・アポン・ア・タイム（エマ・スワン〈ジェニファー・モリソン〉）

#### アニメ
- オジー&ドリックス（マリア）
- ソウルフル・ワールド（カウンセラー・ジェリー[16]）
- ホワット・イフ...?（シフ、クリスティン・エヴァーハート）

### テレビアニメ
2004年
- 魔法少女隊アルス（聖堂にいた魔女、魔女市民）

2005年
- 焼きたて!!ジャぱん（クレオ、島井、レポーター）

2006年
- 陰からマモル!（キャスター）
- 太陽の黙示録（女性）

2007年
- キスダム -ENGAGE planet-
- キミキス pure rouge（2007年 - 2008年、結美母、天気予報）
- 結界師（青木先生）
- 獣神演武 -HERO TALES-（趙香淑麗）

2008年
- 西洋骨董洋菓子店〜アンティーク〜（客C）
- 鉄腕バーディー DECODE（千川母）
- のだめカンタービレ 巴里編（母親）
- モノクローム・ファクター（女レポーター）

2009年
- 青い花（奥平咲子）
- アスラクライン（志津間霧絵）
- イナズマイレブン（2009年 - 2012年、吉良瞳子、ナレーション） - 2シリーズ
- 獣の奏者 エリン（チョクの母、ニイカナ）
- しゅごキャラ!!どきっ（唯世の母〈辺里瑞恵〉）
- 鋼の錬金術師 FULLMETAL ALCHEMIST（ノックス妻）
- バスカッシュ!（リル、ララ、アナウンスB）
- 初恋限定。（あゆみの母）
- みなみけ おかえり（料理人）
- よくわかる現代魔法（弓子の母、教師、CA）

2010年
- あそびにいくヨ!（ミハイナ・アリシュコワ）
- おおきく振りかぶって 〜夏の大会編〜（倉田の母）
- 海月姫（稲荷翔子）
- ストライクウィッチーズ2（女医）

2013年
- ちはやふる シリーズ（2013年 - 2020年、夕部慶子） - 2シリーズ

2014年
- ディスク・ウォーズ:アベンジャーズ（ガモーラ）

2015年
- うしおととら（真由子の母）

2016年
- ドリフターズ（アナスタシア・ニコラエヴナ・ロマノヴァ）

2017年
- 鬼平（音松の母）

2018年
- イナズマイレブン アレスの天秤 / オリオンの刻印（2018年 - 2019年、吉良瞳子） - 2シリーズ
- からくりサーカス（メリッサ・アンダーソン）

2019年
- サザエさん（恵美）

2020年
- GO!GO!アトム

2021年
- トロピカル〜ジュ!プリキュア（2021年 - 2022年、涼村みゆき）

### 劇場アニメ
- ドラゴンエイジ -ブラッドメイジの聖戦-（2012年、大司教B[19]）

### OVA
- ToHeart2 adplus（2009年）
- クイーンズブレイド 美しき闘士たち（2010年、側近）
- 進撃の巨人 Wall Sina,Goodbye（2017年、カーリー・ストラットマン）

### Webアニメ
- イナズマイレブン アウターコード（2016年、吉良瞳子）
- 無限の住人-IMMORTAL-（2019年、静）
- LUPIN THE IIIRD 銭形と2人のルパン（2025年、カラシコフ）

### ゲーム
2005年
- シャドウ・ザ・ヘッジホッグ（秘書）
- ローグギャラクシー（アムニ）

2009年
- イナズマイレブンシリーズ（2009年 - 2010年、吉良瞳子） - 2作品
- 風色サーフ（ジネット）
- ルミナスアーク3 アイズ（ヨルグ）

2011年
- イナズマイレブン ストライカーズ（2011年 - 2012年、吉良瞳子、リオーネ） - 3作品
- ファイナルファンタジー零式（フィールドボイス）

2013年
- ジョジョの奇妙な冒険 オールスターバトル（エンポリオ・アルニーニョ）

2014年
- ガンダムブレイカー2（ベロニカ）

2015年
- ジョジョの奇妙な冒険 アイズオブヘブン（エンポリオ・アルニーニョ）
- ファークライ4（ユマ・ラウ）

2016年
- League of Legends（エリス、カルマ、リヴェン）

2017年
- ファイアーエムブレム Echoes もうひとりの英雄王（ヌイババ）

2019年
- ボーダーランズ3（ローレライ）
- スター・ウォーズ ジェダイ:フォールン・オーダー（シア・ジュンダ）

2023年
- スター・ウォーズ ジェダイ:サバイバー（シア・ジュンダ）
- ファイアーエムブレム ヒーローズ（2023年 - 2025年、ヘステ、マーラ、ヌイババ）